# Справа Колліні
«Справа Колліні» (нім. Der Fall Collini) — німецький політичний трилер Марко Кройцпайнтнера, який вийшов у німецькому прокаті 18 квітня 2019 року. Це екранізація роману «Справа Колліні» Фердинанда фон Шираха (2011), книга перекладена в понад 30 країнах світу.

## Сюжет
Молодому адвокату Каспару Лайнену дістається справа з вбивства німецького бізнесмена Ханса Маєра. Непримітний механік, що недавно вийшов на пенсію, італієць Фабріціо Колліні холоднокровно вбиває промисловця в одному з готелів Берліна. Колліні здається поліції, визнає вбивство але відмовляється розмовляти з ким-небудь і пояснювати свій мотив.
Справа ускладнюється тим, що адвокат був особисто знайомий з Маєром, а внучка бізнесмена була його юнацьким коханням.
Випадково знайдена адвокатом зачіпка, дає йому зрозуміти, що він зіткнувся з масштабним судовим скандалом Німеччини.

## У ролях
- Еліас М'Барек — Каспар Лайнен
- Франко Неро — Фабріціо Колліні
- Гайнер Лаутербах — Ріхард Маттінгер
- Олександра Марія Лара — Джоанна Маєр
- Манфред Цапатка — Жан-Батіст Маєр
- Яніс Нівенер — Жан-Батіст Маєр (в молоді роки)
- Райнер Бок — адвокат Реймерс
- Катрін Штрибек — суддя Ріхтерін
- Піа Штуценштайн — Ніна
- Пітер Прагер — Бернар Лейнен, батько Каспара